# Morphia
I Morphia sono una doom metal/Death metal band olandese appartenente alla scena Christian metal.

## Storia

### Le origini
Il gruppo si forma nei Paesi Bassi nel 1995 e nasce come classica Death metal band per poi orientarsi verso una commistione di death, doom e Symphonic metal. Nel 1997 incidono 5 brani per il loro primo demo, intitolato Poison Minded, vendendo qualche centinaia di copie e diventando conosciuti soprattutto in Germania.
Nel 1998 registrano il loro primo LP, intitolato Unfulfilled Dreams. L'album verrà pubblicato solo nel 1999 e decreterà il successo internazionale della band.

### Il successo
Grazie all'ottimo esordio di Unfulfilled Dreams i Morphia firmano con la etichetta indipendente Fear Dark ed iniziano a lavorare al loro secondo full-length. L'album uscirà nel 2002 con il titolo di Frozen Dust e verrà presentato al festival itinerante "Fear Dark Festival".
Dopo molte apparizioni in giro per l'Europa e vari festival, la band si dedica alla registrazione di un nuovo lavoro, Fading Beauty, che uscirà nel 2005. Dopo vari cambi di formazione, nel 2006 il gruppo annuncia il suo ingresso in studio per la realizzazione del nuovo LP la cui data di uscita non è ancora stata annunciata.

## Formazione

### Formazione attuale
- Jasper Pieterson - voce, basso
- Martin Koedoot - chitarra
- Vincent Eisen - chitarra
- Ernst-Jan Lemmen - batteria
- Peter van Tulder - tastiere
- Bert Bonestroo - tecnico del suono, mixing

### Ex componenti
- Roger Koedoot - chitarra
- Werner Wensink - basso, voce
- Erik van Tulder - basso, voce

## Discografia
- 1997 - Poison Minded - Demo
- 1998 - Unfulfilled Dreams
- 2002 - Frozen Dust
- 2005 - Fading Beauty